# ヒルズ・ハブ・アイズ
『ヒルズ・ハブ・アイズ』（The Hills Have Eyes）は2006年のアメリカ映画。R-18指定。1977年のホラー映画『サランドラ』のリメイクで、『ハイテンション』を世界的にヒットさせたアレクサンドル・アジャ監督のハリウッド・デビュー作でもある。当初はオリジナルと同じロケ地で撮影する予定であったが、すでに分譲住宅開発地区となっていたため断念、撮影は最終的にモロッコで行なわれた。オリジナルと比べて残虐度が大きく上がっており、アメリカ劇場公開時にはNC-17（いわゆる18禁）を回避するため、約2分間のシーンがカットされた。そのカットされたシーンの一部にストーリーに関わる表現が含まれていたため、監督は最後までカットに反対していた。ただし、後に発売されたDVDではノーカットとなっている。

## キャスト
| 役名                         | 俳優                       | 日本語吹き替え |
| ---------------------------- | -------------------------- | -------------- |
| ダグ・ブコウスキー           | アーロン・スタンフォード   | 桐本琢也       |
| エセル・カーター             | キャスリーン・クインラン   | 西宏子         |
| ブレンダ・カーター           | エミリー・デ・レイヴィン   | 武田華         |
| ボビー・カーター             | ダン・バード               | 武藤正史       |
| リン・カーター・ブコウスキー | ヴィネッサ・ショウ         |                |
| “ビッグ・ボブ”・カーター     | テッド・レヴィン           |                |
| リザード                     | ロバート・ジョイ           |                |
| ガソリンスタンドの従業員     | トム・バウアー             |                |
| パパ・ジュピター             | ビリー・ドラゴ             |                |
| ビッグ・ブライアン           | デズモンド・アスキュー     |                |
| ゴーグル                     | エズラ・バジントン         |                |
| プルート                     | マイケル・ベイリー・スミス |                |
| ルビー                       | ラウラ・オルティス         |                |

## スタッフ
メインスタッフは右記のテンプレートを参照。
- 美術：ジョセフ・ネメック三世
- 衣装：ダニー・グリッカー
- 特殊メイク・デザイン：グレゴリー・ニコテロ、ハワード・バーガー
- 特殊メイク：KNB EFX
- 視覚効果監修：ジェイミソン・スコット・ゴエイ

## 各国のレイティング
- アメリカ：R（17歳未満保護者同伴必須）
- アメリカ：NC-17（17歳以下禁止）（ノーカット版）
- 日本：R-18（ノーカット版）
- 香港：III（18歳未満禁止）
- 韓国：上映禁止
- シンガポール：M18
- シンガポール：R21（ノーカット版）
- マレーシア：18SG
- イギリス：18
- ドイツ：18
- カナダ（オンタリオ州、ノバスコシア州）：18A
- カナダ（ケベック州）：16+
- フランス：-16
- オーストラリア：R（18歳未満禁止）
- ニュージーランド：R18
- ノルウェー：18
- アイルランド：18
- アイスランド：18
- フィンランド：K-18
- スウェーデン：15
- イタリア：VM14（14歳未満禁止）
- ポルトガル：M/18
- ブラジル：18
- ハンガリー：18
- オランダ：16
- メキシコ：D（18歳未満禁止）
- アルゼンチン：18
- ポーランド：18

## 日本公開延期問題
日本では20世紀フォックスの配給で、2006年の夏頃に劇場公開が予定されていたが、登場する奇形の人喰い殺人鬼達が核実験の被爆者であるという設定、及びベトナム戦争における枯葉剤被害者の本物の写真を使ったオープニング映像が問題となり、20世紀フォックス側の判断で公開中止という事態に発展した。その後、独立系配給会社のプレシディオによる配給が決定、映倫の審査もクリアし、小規模ではあるが劇場公開が実現した。
また､映画レンタルに関してもTSUTAYAでは作品の描写面を理由に自主規制で2作目も含め､この作品のレンタル･販売の取り扱いを中止する事態となった｡